# Herman Frison
Herman Frison (Geel, 16 d'abril de 1961) és un ciclista belga, ja retirat, que fou professional entre 1983 i 1996. En el seu palmarès destaca la victòria en una etapa del Tour de França de 1987, els Quatre dies de Dunkerque del mateix any i la Gant-Wevelgem de 1990.
Una vegada retirat va exercir de director esportiu de diferents equips. A finals del 2021 deixà la direcció de l'equip Lotto Soudal.

## Palmarès
- 1983
  - Vencedor d'una etapa de la Volta als Països Baixos
- 1986
  - 1r al Gran Premi Ciutat de Vilvoorde
  - 1r a la Leeuwse Pijl
  - Vencedor de 2 etapes de la Vuelta a los Valles Mineros
- 1987
  - 1r als Quatre dies de Dunkerque i vencedor d'una etapa
  - 1r al Gran Premi del 1r de maig - Premi d'honor Vic de Bruyne
  - Vencedor d'una etapa del Tour de França
- 1988
  - Vencedor d'una etapa de la Volta a Dinamarca
- 1990
  - 1r a la Gant-Wevelgem
  - 1r a la Nokere Koerse
  - Vencedor d'una etapa de la Volta a la Comunitat Europea
- 1991
  - 1r a la Nationale Sluitingsprijs
- 1993
  - 1r a la Druivenkoers Overijse

### Resultats al Tour de França
- 1987. 122è de la classificació general. Vencedor d'una etapa
- 1989. Abandona (14a etapa)
- 1992. 111è de la classificació general
- 1993. 114è de la classificació general
- 1994. Abandona (15a etapa)
- 1995. Abandona (9a etapa)

### Resultats a la Volta a Espanya
- 1985. 93è de la classificació general
- 1989. Abandona (5a etapa)

### Resultats al Giro d'Itàlia
- 1987. Abandona (6a etapa)